# Basznia na Nabierieżnoj
Basznia na Nabierieżnoj (ros. Башня на Набережной, Wieża na Nabierieżnoj) – kompleks wieżowców w Moskiewskim Międzynarodowym Centrum Biznesowym, przy ul. Krasnopriesnienskaja nabierieżnaja (Краснопресненская набережная), od której wziął nazwę.
Kompleks składa się z trzech wież, z których najwyższa mierzy 268 metrów. Był budowany od października 2003 do sierpnia 2007. Największą powierzchnię zajmuje przedstawicielstwo firmy IBM.
| Nazwa   | Wysokość strukturalna | Liczba kondygnacji |
| ------- | --------------------- | ------------------ |
| wieża A | 86 m                  | 17                 |
| wieża B | 127 m                 | 27                 |
| wieża C | 268 m                 | 59                 |